# Підвітренно-Телеутське
Підві́тренно-Телеу́тське (рос. Подветренно-Телеутское) — село у складі Каменського району Алтайського краю, Росія. Входить до складу Телеутської сільської ради.
Стара назва — Підвітреннотелеутське.

## Населення
Населення — 54 особи (2010; 151 у 2002).
Національний склад (станом на 2002 рік):
- росіяни — 95 %